# Gau de Suàbia
El Gau de Suàbia (Gau Schwaben) va ser una divisió administrativa de l'Alemanya nazi de 1933 a 1945 al territori bavarès de l'Alta Baviera. Abans d'això, de 1928 a 1933, era la subdivisió regional del partit nazi en aquesta zona.
El sistema nazi de Gau (en plural Gaue) va ser establert originalment en una conferència del partit, el 22 de maig de 1926, per tal de millorar l'administració de l'estructura del partit. A partir de 1933, després de la presa de poder nazi, els Gaue va reemplaçar cada vegada més als estats alemanys com a subdivisions administratives a Alemanya.
Al capdavant de cada Gau es va situar un Gauleiter, una posició cada vegada més poderosa, especialment després de l'esclat de la Segona Guerra Mundial, amb poca interferència des de dalt. El Gauleiter local freqüentment ocupava càrrecs governamentals i de partit, i s'encarregava, entre altres coses, de la propaganda i la vigilància i, a partir de setembre de 1944, el Volkssturm i la defensa de la Gau.
La posició de Gauleiter a Suàbia va ser ocupada per Karl Wahl, que va arribar a ser Obergruppenführer. A Suàbia, un Gau relativament petit, Wahl havia de defensar inicialment els intents del seu veí més poderós, Adolf Wagner, Gauleiter de Munic-Alta Baviera, per incorporar Suàbia en el seu Gau. Wahl era en realitat l'únic del gauleiters bavaresos que no s'havia graduat a la universitat. A diferència de Wagner, que era un amic personal de Hitler, Wahl no va tenir cap influència real amb el lideratge del partit.
Suàbia no tenia un camp de concentració dins dels seus límits, però la seva proximitat amb Dachau significava que molts dels seus subcamps es trobessin dins del Gau. Suàbia també va ser la seu de l'Ordensburg Sonthofen, una instal·lació d'entrenament d'elit nazi.

## Gauleiter
- 1928-1945: Karl Wahl